# Artur Ávila
Artur Ávila Cordeiro de Melo (sinh ngày 29 tháng 6 năm 1979) là một nhà toán học người Brasil làm việc chủ yếu trong lĩnh vực hệ động lực học và lý thuyết phổ.

## Nghiên cứu và giải thưởng
Ở tuổi 16, Ávila giành huy chương vàng tại Olympic Toán Quốc tế năm 1995 tại Toronto, Canada và được nhận học bổng của Instituto Nacional de Matemática Pura e Aplicada (Viện Toán Lý thuyết và Ứng dụng quốc gia Brasil, IMPA) tại Rio de Janeiro. Năm 19 tuổi, Ávila bắt đầu nghiên cứu luận án tiến sĩ dưới sự hướng dẫn của giáo sư Welington de Melo. Năm 2001 Ávila hoàn thành luận án tiến sĩ và sang Pháp nghiên cứu, giảng dạy trong Collège de France cho tới năm 2003. Trong vòng 5 năm từ 2003 đến 2008, Ávila là nghiên cứu viên của Trung tâm Nghiên cứu Khoa học quốc gia Pháp (CNRS) rồi sang làm việc tại Viện Toán Clay. Từ năm 2008 Ávila là giám đốc nghiên cứu tại CNRS đồng thời làm việc tại IMPA.
Nhờ những thành quả nghiên cứu của mình, Ávila đã được trao nhiều giải thưởng như Huy chương đồng của CNRS (2006), Giải Salem (2006), Giải Herbrand (2009). Trong Hội nghị Toán học Quốc tế (ICM) năm 2010 tổ chức tại Hyderabad, Ấn Độ, Ávila là nhà toán học được mời trình bày báo cáo toàn thể khai mạc hội nghị.
Cùng 3 nhà toán học khác, anh được trao Huy chương Fields vào năm 2014. Khi ấy, anh mới 35 tuổi.